# Caesaria
Caesaria est un groupe de rock français, originaire de Belfort, en Franche-Comté, et établi à Strasbourg. Il est composé de Théo Chaumard (chant et guitare), de Thomas Fariney (basse et synthé) et de Louis Arcens (guitare et synthé). Caesaria sort son premier EP, « Connection Loss », en 2020 et son premier album, « All We Have Is Now », en 2022.
Caesaria a fondé la maison d’édition Birdcall Publishing et organise également des soirées « Club Rock Night » depuis 2023. Le groupe Caesaria est aussi résident de la plateforme Artefact de la Laiterie depuis 2020.

## Biographie
Théo et Thomas se lient d’amitié à l’âge de 9 ans en jouant au foot dans les rues de Belfort
, puis sont élèves dans le même collège, à Sainte-Marie, où ils font la connaissance de Louis. En 2007, Théo, qui joue déjà de la guitare, propose à Thomas d’apprendre la basse et de monter un groupe, The Frooks. Ils donnent alors quelques concerts dans la région, notamment au FIMU, à la Poudrière de Belfort et à l’Atelier des Môles de Montbéliard. Ils remportent également le tremplin RTL2, ainsi que le tremplin Imagine Festival en 2010, pour lequel ils représentent la France lors d’une tournée en Norvège.

En 2011, le duo cherche un guitariste ; et c’est Louis qui devient à cette occasion le troisième membre du groupe. Après avoir obtenu leur bac, ils déménagent tous les trois à Strasbourg. Ils y suivent leurs études respectives et, après avoir obtenu leurs diplômes, fondent Caesaria en 2019. L’ambition de Caesaria est de mêler la danse à la musique rock, un crédo qui prend forme sous un genre que le groupe qualifie de « club-rock ». Les influences du groupe vont de The Strokes à LCD Soundsystem en passant par The Rapture, New Order, Arcade Fire ou encore Foals.

## Connection Loss
En 2019, Caesaria part en Angleterre pour enregistrer son premier EP, « Connection Loss », avec le producteur Brett Shaw (Foals, Florence + the Machine…) et avec Chris Pulon (Colt Silvers, 1984…). L’EP sort pendant la crise sanitaire du Covid-19, en mai 2020. Sa tournée ayant été annulée, Caesaria organise une release party en ligne, retransmise sur les pages respectives des salles et festivals où le groupe devait se produire.
Fin 2020, le groupe sort une version en acoustique de son EP, « Unplugged Connection ».

## All We Have Is Now
En 2021, ils se lient d’amitié avec Feodor, qui devient alors le batteur attitré du groupe. La même année, ils enregistrent leur premier album, « All We Have Is Now »., au Downtown Studios à Strasbourg, accompagnés de Chris Pulon à la production, de Mark Needham (Imagine Dragons, The Killers…) au mixage et de Stephen Marcussen (The Rolling Stones, Nirvana…) au mastering. L’albumsort en mars 2022 et est suivi d’une tournée de plus de quarante dates en France. Fin 2022, Caesaria sort une version alternative de l’album, « All We Have Is Now  – After Party », produite par Pelle Gunnerfeld (Viagra Boys, The Hives…) et comprenant des titres inédits et des featurings avec d’autres artistes français.

## Tonight Will Only Make Me Love You More
En 2023, Caesaria retourne à Londres pour enregistrer son deuxième album, « Tonight Will Only Make Me Love You More », produit également par Brett Shaw (Foals, Florence + the Machine…). Le projet est inspiré de la vague Madchester des années 1990, s’inscrivant dans la tradition mancunienne de groupes tels que Happy Mondays et New Order. C’est après avoir lu « The Hacienda: How Not to Run a Club » de Peter Hook que Théo se passionne pour ce nightclub iconique de Manchester, The Haçienda, dont la DA jaune et noire de ce deuxième album est inspirée.
« Tonight Will Only Make Me Love You More » sort en mai 2024 et rencontre un bon accueil public et critique. « Un nouvel album puissant et accrocheur. Une pépite à découvrir d’urgence », écrit le magazine Rolling Stone. Le titre « Love You More Than Me » notamment intègre la playlist de la radio Oui FM. L’album est suivi d’une tournée dans toute la France et en Angleterre, avec notamment une date aux Eurockéennes de Belfort, le 5 juillet 2024.
En novembre 2024, le trio retourne à Londres pour enregistrer une version extended de « Tonight Will Only Make Me Love You More » , dont le premier single, « Can’t Sleep Another Night », sort le 10 janvier 2025. Le morceau intègre la playlist Oui FM dès le jour de sa sortie. La sortie de la version extended de  « Tonight Will Only Make Me Love You More » est annoncée pour le printemps 2025.

## Discographie

### Singles
| Année | Titre                        | Album                                              |
| ----- | ---------------------------- | -------------------------------------------------- |
| 2020  | Sometimes I Wanna Fight      | Connection Loss - EP                               |
| 2020  | Conversations                | Connection Loss - EP                               |
| 2020  | Beast                        | Connection Loss - EP                               |
| 2021  | We Never Change              | All We Have Is Now                                 |
| 2021  | Pointless                    | All We Have Is Now                                 |
| 2021  | Watch Your Lies (Radio Edit) | All We Have Is Now                                 |
| 2022  | Arcade                       | All We Have Is Now                                 |
| 2023  | Hope (feat. Storm Orchestra) | After Party - All We Have Is Now                   |
| 2023  | Smalltown Boy                | Single                                             |
| 2023  | Empty Club                   | Tonight Will Only Make Me Love You More            |
| 2024  | It's Not The End             | Tonight Will Only Make Me Love You More            |
| 2024  | Love You More Than Me        | Tonight Will Only Make Me Love You More            |
| 2025  | Can't Sleep An Other Night   | Tonight Will Only Make Me Love You More - Extended |
| 2025  | Instant Highs                | Tonight Will Only Make Me Love You More - Extended |